# Dynastie Nguyễn
Dynastie Nguyễn (vietnamsky Nhà Nguyễn nebo Nguyễn triều) neboli Nguyễnové byla poslední vládnoucí annamská královská a poté císařská dynastie v letech 1802–1945, jejichž říše se nacházela na území dnešních států Vietnam, částečně Laos a Kambodža.

## Historie

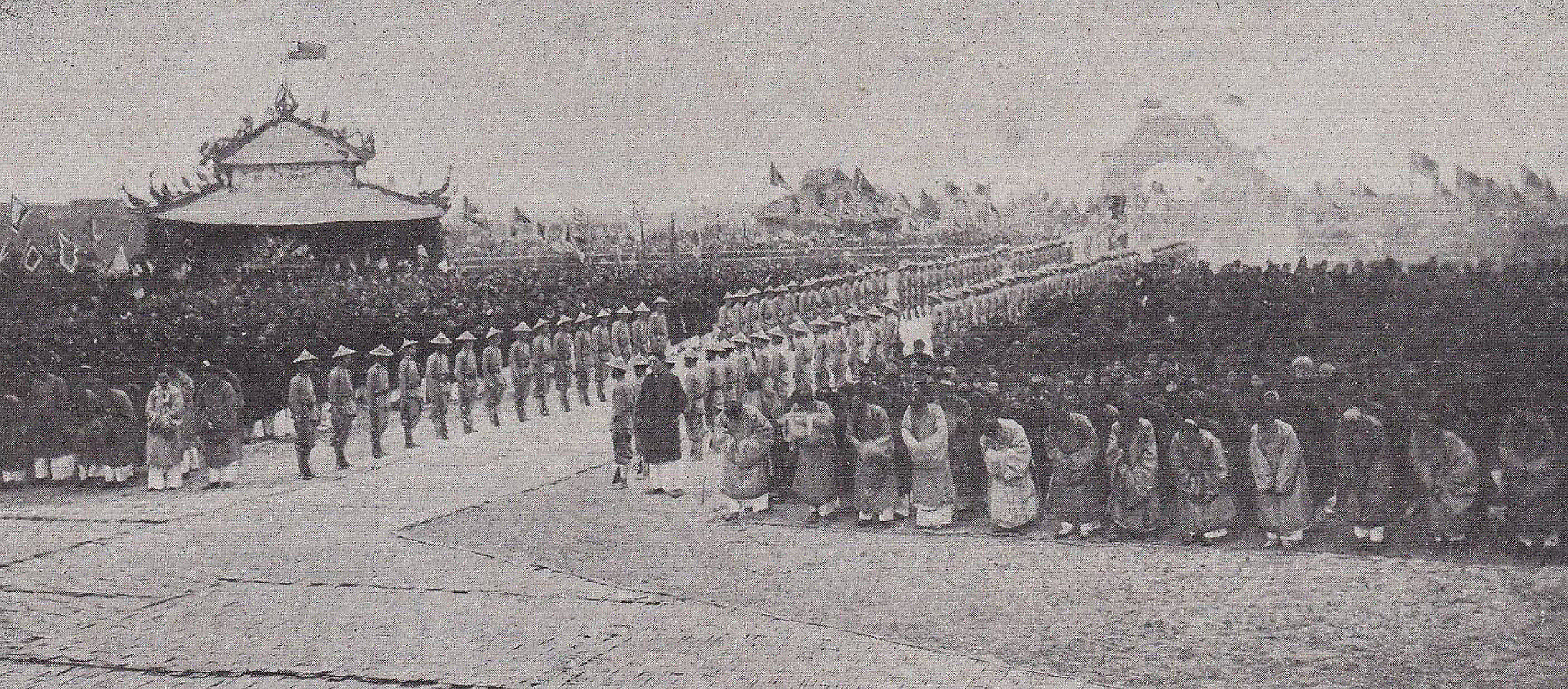
Jeho Veličenstvo Bao-Dai uskutečnilo 17. den 10. měsíce (4. listopadu 1932) pouť k hrobům předků dynastie v Thanh-Hóa.

Na císařském (či královském) trůně se postupně vystřídalo 13 panovníků rodu Nguyen, první byl Gia Long (viet. Gia Long, 1802–1820), nejdéle vládl Tu Duc (viet. Tự Đức, 1847-1883), poslední Bao Dai (viet. Bảo Đại, 1926-1945) byl zároveň posledním vietnamským panovníkem vůbec.
I když jsou vietnamští panovníci z dynastie Nguyễn uváděni a pokládáni za císaře (spíše po roce 1839), není to zcela ustálené a často se užívá i označení král, předchozí vietnamské dynastie jsou běžně brány jako královské, u dynastie Nguyễn se používá obojího označení a rozdíl je víceméně čestný.
Jako vietnamský císař (či král) se zpravidla označoval vládce Annamu, tj. většiny území současného Vietnamu.

## Seznam vietnamských panovníků z rodu Nguyễn
- Gia Long – (1802–1820)
- Minh Menh – (1820–1841)
- Thieu Tri – (1841–1847)
- Tu Duc – (1847-1883), v roce 1858 obsadila Vietnam Francie, který byl až do roku
- Duc Duc – (1883)
- Hiep Hoa – (1883)
- Kien Phuc – (1883–1884)
- Hàm Nghi – (1884–1885)
- Dong Khanh – (1885–1889)
- Thanh Thai – (1889–1907)
- Duy Tan – (1907–1916)
- Khai Dinh – (1916–1926)
- Bao Dai – (1926-1945), od roku 1940 do 1945 vládl pod japonským protektorátem; abdikoval poté, co obdržel "žádost" od povstaleckého hnutí Viet Minh, aby rezignoval a předal mu vládu; tím skončila vietnamská monarchie

## Hlavy rodu Nguyễn Phúc po roce 1945
- Bao Dai – (1945-1997), bývalý císař
- Bao Long – (1997-2007), jeho syn
- Bảo Thắng – (od 2007), nejmladší syn Bao Daie

## Symbolika

vlajky dynastie:
asi 1858–1885
asi 1885–1890
1890–1920
od 1920
asi 1920–1945
1945

osobní vlajky panovníka:
1821–1922
1922–1945
1802–1945
1802–1945
1948–1955